# Шеридан, Мэтью
Мэтью Шеридан (англ. Matthew Sheridan; род. 9 мая 2004, Новая Зеландия) — новозеландский футболист, полузащитник клуба «Веллингтон Феникс». Участник Олимпийских игр 2024 в Париже.

## Клубная карьера
Шеридан — воспитанник клубов «Холсвелл Юанйтед» и «Селуин Юнайтед». В 2022 году игрок подписал контракт с «Веллингтон Феникс». 25 ноября 2023 года в матче против «Мельбурн Сити» он дебютировал в A-Лиге.

## Международная карьера
В 2024 году Шеридан был включён в заявку олимпийской сборной Новой Зеландии на участие в Олимпийских играх в Париже. На турнире он сыграл в матчах против команд США и Франции.